# الأنساب الأكاديمية

مثال على علم الأنساب الأكاديمي ، العلاقة الإشرافية بين الطوبولوجي الهولندي يوهانس دي جروت والذي يحمل الاسم نفسه ، وهو أيضًا طوبولوجي هولندي ينحدر من كبير دي جروت عبر أربعة مسارات مختلفة للإشراف الأكاديمي

ينظم علم الأنساب الأكاديميأو العلمي شجرة عائلة من العلماء والعلماء وفقًا لعلاقات التوجيه ، غالبًا في شكل علاقات إشرافية ، وليس وفقًا للعلاقات الوراثية كما هو الحال في علم الأنساب التقليدية. وبما أن مصطلح الأنساب الأكاديمية قد طور الآن هذا المعنى المحدد، فإن استخدامه الإضافي لوصف نهج أكثر أكاديمية للانساب التقليدية سيكون غامضاً، لذا فإن الوصف الأنساب العلمية يستخدم الآن بشكل عام في السياق الأخير.

## نظرة عامة
النسب الأكاديمي أو النسب الأكاديمي لشخص ما هو سلسلة من الأساتذة الذين عملوا كمرشدين أكاديميين أو مستشاري أطروحات لبعضهم البعض ، وتنتهي بالشخص المعني. كثير من المصطلحات الأنساب غالبا ما يتم إعادة صياغتها من حيث النسب الأكاديمية، لذلك يمكن للمرء أن يتحدث عن الأحفاد الأكاديمية، والأطفال، والأشقاء، الخ.
فالمواقع مثل الرياضيات علم الأنساب المشروع أو علم الأنساب الكيميائية وثيقة النسب الأكاديمية لمجالات محددة من المواضيع ، في حين أن بعض المواقع الأخرى ، مثل شجرة العصبية والأكاديم، شجرة العائلة تهدف إلى توفير علم الأنساب الأكاديمية كاملة في جميع المجالات الأكاديمية. غير أن الروابط المسجلة في قواعد البيانات هذه ليست كلها علاقات رسمية بين المستشارين والمشورة؛ على سبيل المثال، جامعة كامبريدج لم تتطلب أطروحة الدكتوراه الرسمية حتى عام 1919، والأنساب الأكاديمية التي تشمل طلاب كامبردج في وقت سابق تميل إلى استبدال معلمه المكافئ.
الأنساب الأكاديمية من السهل البحث في حالة درجة الدكتوراه في إسبانيا، لأنه حتى عام 1954 فقط جامعة كومبلوتنسي كان لديها القدرة على منح الدكتوراه. وهذا يعني أن جميع حاملي درجة الدكتوراه في إسبانيا يمكنهم تتبع نسبهم الأكاديمي إلى مشرف الدكتوراه الذي كان عضوًا في كلية كومبلوتنسي.
قد تؤثر الأنساب الأكاديمية على نتائج البحوث في مجالات البحث النشط. فحص هيرشمان وآخرون مسألة طبية مثيرة للجدل، وهي قيمة الجراحة القصوى للورم الدبقي من الدرجة العالية، وأظهروا أن علم الأنساب الأكاديمي الطبي للطبيب يمكن أن يؤثر على النتائج التي توصل إليها ونهج العلاج.